# ۱۵۴ (میلادی)
۱۵۴ (میلادی) صد و پنجاه و چهارمین سال تقویم میلادی است.

## درگذشتگان
‎